# Pachyuromys duprasi
Chuột cát đuôi mập (Pachyuromys duprasi) là một loài động vật có vú trong họ Chuột, bộ Gặm nhấm. Loài này được Lataste mô tả năm 1880.

## Hình ảnh

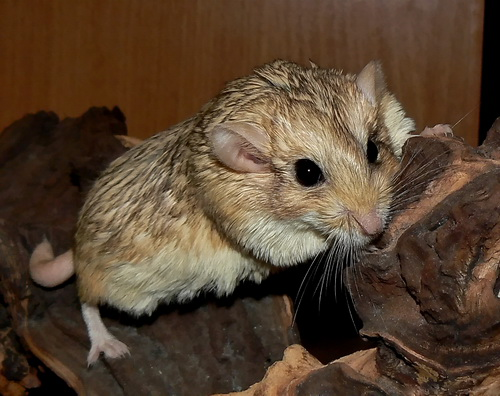
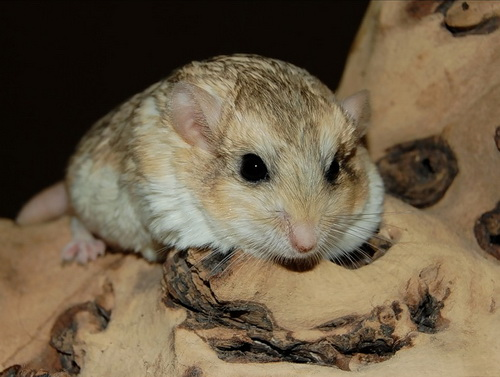
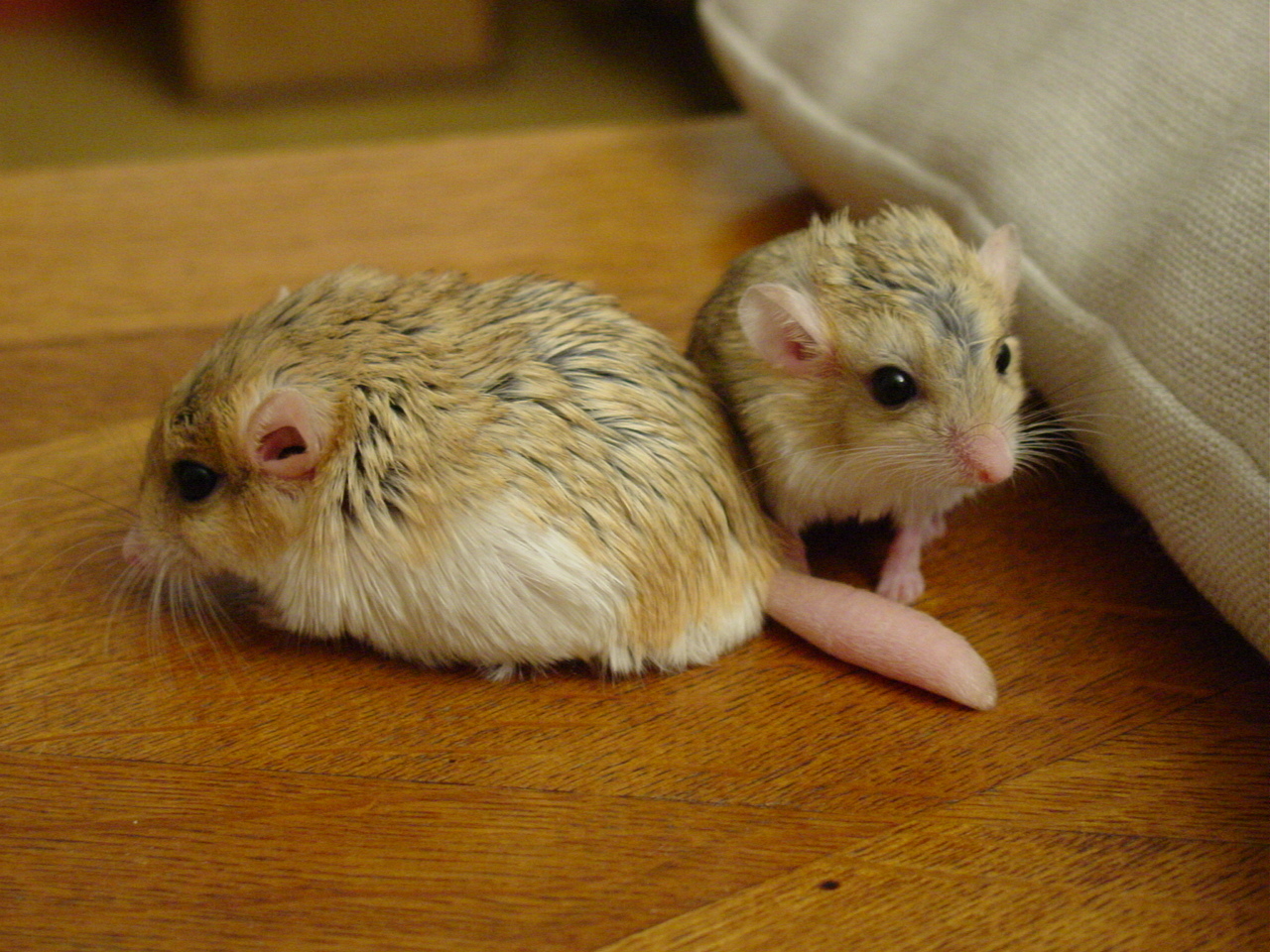
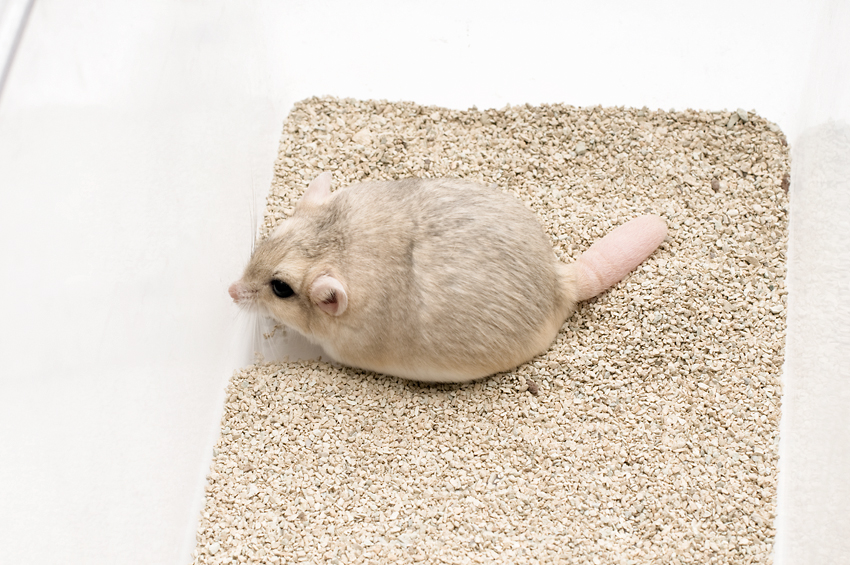